# Frisco (Colorado)
Frisco város az USA Colorado államában, Summit megyében. Lakosainak száma 2913 fő (2020. április 1.).

## Népesség
A település népességének változása:

| 2010 | 2 683 |
| 2020 | 2 913 |